# Johnstone Omurwa
Johnstone Omurwa Otieno (Nairobi, 8 agosto 1998) è un calciatore keniota, difensore svincolato.

## Carriera

### Club
Dopo aver finito la scuola secondaria a Butere Boys, Omurwa ha firmato per il Wazito nel 2017, prima di trasferirsi al Mathare Utd nel 2018. Ha debuttato con il club contro il Vihiga Utd nel febbraio 2018. Nell'agosto 2019 è tornato al Wazito.
Nell'estate 2022 ha firmato con il club di Primeira Liga dell'Estrela Amadora.

### Nazionale
Omurwa ha giocato a livello internazionale con il Kenya U23, debuttando nel novembre 2018 contro Mauritius nelle qualificazioni per le olimpiadi di Tokyo 2020.
Ha debuttato con la Nazionale di calcio del Kenya l'8 settembre 2019 in un'amichevole pareggiata 1-1 contro l'Uganda. Ha indossato la fascia di capitano per la prima volta il 13 marzo 2021 contro il Sudan del Sud.

## Statistiche

### Presenze e reti nei club
Statistiche aggiornate al 21 settembre 2023.
| Stagione        | Squadra         | Campionato      | Campionato | Campionato | Coppe nazionali | Coppe nazionali | Coppe nazionali | Coppe continentali | Coppe continentali | Coppe continentali | Altre coppe | Altre coppe | Altre coppe | Totale | Totale | Totale |
| Stagione        | Squadra         | Comp            | Pres       | Reti       | Comp            | Pres            | Reti            | Comp               | Pres               | Reti               | Comp        | Pres        | Reti        | Pres   | Reti   |        |
| --------------- | --------------- | --------------- | ---------- | ---------- | --------------- | --------------- | --------------- | ------------------ | ------------------ | ------------------ | ----------- | ----------- | ----------- | ------ | ------ | ------ |
| 2022-2023       | Estrela Amadora | SL              | 7          | 0          | CP+Cdl          | 0+2             | 0               |                    | -                  | -                  |             | -           | -           | 9      | 0      |        |
| 2023-2024       | Estrela Amadora | PL              | 4          | 0          | CP+Cdl          | 0               | 0               |                    | -                  | -                  |             | -           | -           | 4      | 0      |        |
| Totale carriera | Totale carriera | Totale carriera | 11         | 0          |                 | 2               | 1               |                    | -                  | -                  |             | -           | -           | 13     | 0      |        |

### Cronologia presenze e reti in nazionale
| Cronologia completa delle presenze e delle reti in nazionale ― Kenya | Cronologia completa delle presenze e delle reti in nazionale ― Kenya | Cronologia completa delle presenze e delle reti in nazionale ― Kenya | Cronologia completa delle presenze e delle reti in nazionale ― Kenya | Cronologia completa delle presenze e delle reti in nazionale ― Kenya | Cronologia completa delle presenze e delle reti in nazionale ― Kenya | Cronologia completa delle presenze e delle reti in nazionale ― Kenya | Cronologia completa delle presenze e delle reti in nazionale ― Kenya |
| Data                                                                 | Città                                                                | In casa                                                              | Risultato                                                            | Ospiti                                                               | Competizione                                                         | Reti                                                                 | Note                                                                 |
| -------------------------------------------------------------------- | -------------------------------------------------------------------- | -------------------------------------------------------------------- | -------------------------------------------------------------------- | -------------------------------------------------------------------- | -------------------------------------------------------------------- | -------------------------------------------------------------------- | -------------------------------------------------------------------- |
| 8-9-2019                                                             | Nairobi                                                              | Kenya                                                                | 1 – 1                                                                | Uganda                                                               | Amichevole                                                           | -                                                                    | 46’                                                                  |
| 8-12-2019                                                            | Kampala                                                              | Kenya                                                                | 1 – 1                                                                | Tanzania                                                             | Coppa CECAFA 2019 - 1º turno                                         | -                                                                    |                                                                      |
| 10-12-2019                                                           | Kampala                                                              | Kenya                                                                | 2 – 1                                                                | Sudan                                                                | Coppa CECAFA 2019 - 1º turno                                         | -                                                                    |                                                                      |
| 17-12-2019                                                           | Kampala                                                              | Kenya                                                                | 1 – 4                                                                | Etiopia                                                              | Coppa CECAFA 2019 - Semifinale                                       | -                                                                    |                                                                      |
| 19-12-2019                                                           | Kampala                                                              | Kenya                                                                | 2 – 1                                                                | Tanzania                                                             | Coppa CECAFA 2019 - Finale 3º turno                                  | -                                                                    |                                                                      |
| 9-10-2020                                                            | Nairobi                                                              | Kenya                                                                | 2 – 1                                                                | Zambia                                                               | Amichevole                                                           | -                                                                    | 86’                                                                  |
| 13-3-2021                                                            | Nairobi                                                              | Kenya                                                                | 1 – 0                                                                | Sudan del Sud                                                        | Amichevole                                                           | -                                                                    |                                                                      |
| 15-3-2021                                                            | Nairobi                                                              | Kenya                                                                | 2 – 1                                                                | Tanzania                                                             | Amichevole                                                           | -                                                                    |                                                                      |
| 25-3-2021                                                            | Nairobi                                                              | Kenya                                                                | 1 – 1                                                                | Egitto                                                               | Qual. Coppa d'Africa 2021                                            | -                                                                    | 75’                                                                  |
| 7-10-2021                                                            | Agadir                                                               | Mali                                                                 | 5 – 0                                                                | Kenya                                                                | Qual. Coppa d'Africa 2023                                            | -                                                                    |                                                                      |
| 10-10-2021                                                           | Nairobi                                                              | Kenya                                                                | 0 – 1                                                                | Mali                                                                 | Qual. Coppa d'Africa 2023                                            | -                                                                    |                                                                      |
| 7-9-2023                                                             | Doha                                                                 | Qatar                                                                | 1 – 2                                                                | Kenya                                                                | Amichevole                                                           | -                                                                    |                                                                      |
| 16-10-2023                                                           | Aksu                                                                 | Russia                                                               | 2 – 2                                                                | Kenya                                                                | Amichevole                                                           | -                                                                    |                                                                      |
| 16-11-2023                                                           | Franceville                                                          | Gabon                                                                | 2 – 1                                                                | Kenya                                                                | Qual. Mondiali 2026                                                  | -                                                                    |                                                                      |
| 20-11-2023                                                           | Abidjan                                                              | Seychelles                                                           | 0 – 5                                                                | Kenya                                                                | Qual. Mondiali 2026                                                  | -                                                                    | 89’                                                                  |
| 23-3-2024                                                            | Lilongwe                                                             | Malawi                                                               | 0 – 4                                                                | Kenya                                                                | Amichevole                                                           | -                                                                    | 70’                                                                  |
| 26-3-2024                                                            | Lilongwe                                                             | Zimbabwe                                                             | 1 – 3                                                                | Kenya                                                                | Amichevole                                                           | -                                                                    |                                                                      |
| 7-6-2024                                                             | Lilongwe                                                             | Kenya                                                                | 1 – 1                                                                | Burundi                                                              | Qual. Mondiali 2026                                                  | -                                                                    |                                                                      |
| 11-6-2024                                                            | Lilongwe                                                             | Kenya                                                                | 0 – 0                                                                | Costa d'Avorio                                                       | Qual. Mondiali 2026                                                  | -                                                                    |                                                                      |
| 14-10-2024                                                           | Nairobi                                                              | Kenya                                                                | 0 – 1                                                                | Camerun                                                              | Qual. Coppa d'Africa 2025                                            | -                                                                    |                                                                      |
| 15-11-2024                                                           | Harare                                                               | Zimbabwe                                                             | 1 – 1                                                                | Kenya                                                                | Qual. Coppa d'Africa 2025                                            | -                                                                    | 29’                                                                  |
| 19-11-2024                                                           | Polokwane                                                            | Kenya                                                                | 1 – 1                                                                | Namibia                                                              | Qual. Coppa d'Africa 2025                                            | -                                                                    | 88’                                                                  |
| 23-3-2025                                                            | Nairobi                                                              | Kenya                                                                | 1 – 2                                                                | Gabon                                                                | Qual. Mondiali 2026                                                  | -                                                                    |                                                                      |
| Totale                                                               |                                                                      | Presenze                                                             | 23                                                                   |                                                                      | Reti                                                                 | 0                                                                    |                                                                      |